# Wladimir Olegowitsch Nikitin
Wladimir Olegowitsch Nikitin (russisch Владимир Олегович Никитин, * 25. März 1990 in Stary Oskol, Sowjetunion) ist ein russischer Profiboxer.

## Amateurkarriere
Der 1,68 m große Linksausleger belegte 2009, 2010 und 2011 jeweils den dritten Platz bei den Russischen Meisterschaften. 2010 gewann er zudem die Russische U22-Spartakiade im Bantamgewicht.
2012 gewann er die Russischen U22-Meisterschaften und die Russischen Meisterschaften im Bantamgewicht. Dabei besiegte er Arman Abramijan (17:6), Nikolai Kosijan (12:7), Nikita Fedortschenko (10:6), zweimal Jewgeni Awerin (14:6, W.o.), Machir Paschajew (18:6), Abdulchakim Batirow (15:7), Roman Romanenko (Abbruch) und Tigran Uslijan (17:9).
Im Dezember 2012 gewann er zudem im Bantamgewicht die U22-Europameisterschaften in Kaliningrad. Er besiegte dabei auf dem Weg zum Titel Sean McGoldrick aus Wales (15:9), Declan Geraghty aus Irland (17:7), Mykola Buzenko aus der Ukraine (23:8) und Aram Awagjan aus Armenien (17:7). Darüber hinaus nahm er auch an den Europameisterschaften 2013 in Minsk teil; nach Siegen gegen Joe Ham aus Schottland (3:0) und Georgi Gogatischwili aus Georgien (2:1), unterlag er im Halbfinale gegen John Nevin aus Irland (0:3).
Im Oktober 2013 wurde er in Almaty Vizeweltmeister. Nach Siegen gegen Juan Reyes aus Guyana (3:0), Veaceslav Gojan aus Moldawien (3:0), Michael Conlan aus Irland (3:0) und Mykola Buzenko aus der Ukraine (2:1) erreichte er das Finale, wo er gegen Cavid Çələbiyev aus Aserbaidschan (0:3) verlor.
2014 und 2015 gewann er erneut die Russischen Meisterschaften. Bei den Olympischen Spielen 2016 besiegte er in der Vorrunde Boe Warawara aus Vanuatu, im Achtelfinale Chatchai Butdee aus Thailand und im Viertelfinale in einem kontroversen Kampf den Iren Michael Conlan. Anschließend schied Nikitin aufgrund einer Handverletzung im Halbfinale aus und gewann Bronze.

### World Series of Boxing
In der Saison 2013/14 kämpfte Nikitin erstmals für das Russian Boxing Team in der World Series of Boxing. Er wurde in der regulären Saison zwei Mal eingesetzt und konnte beide Kämpf gewinnen. Auch im Viertelfinale gegen die Ukraine Otamans (Sieg über Mykola Buzenko) und im Halbfinale gegen die Cuba Domadores (Sieg über Norlan Yera) wurde Nikitin eingesetzt. Das Russian Boxing Team schied jedoch im Halbfinale aus. 
In der Saison 2015 wurde Nikitin in sechs von sieben Kämpfen der regulären Saison eingesetzt und gewann alle. Er belegte damit in der Rangliste seiner Gewichtsklasse in dieser Saison den ersten Platz und qualifizierte sich damit für die Olympischen Spiele 2016.

## Profikarriere
Sein Profidebüt gewann er am 28. Juli 2018.